# Campeonato Mundial Sub-17 de Futsal de la AMF
El Campeonato Mundial Sub-17 de Futsal de la AMF es un torneo internacional de futsal o fútbol de salón, en el que compiten las selecciones nacionales juveniles (Categoría Sub-17) de los países miembros de la Asociación Mundial de Futsal (AMF). Surgido en 2016, este evento deportivo esta organizado por la AMF y se celebra cada cuatro años. Es el torneo más importante a nivel de selecciones nacionales de la categoría sub-17 y al igual que el Campeonato Mundial Sub-20 de futsal de la AMF sirve para la consolidación de las bases de las selecciones de cara al futuro y claramente proyectando el Campeonato Mundial de Mayores.
A mediados de 2021 se presentó una división en el fútbol de salón y actualmente existen dos confederaciones que desean regular este deporte compitiendo entre ellas. Una de esas organizaciones mundiales es la Asociación Mundial de Futsal y la otra es la Federación Internacional de Fútbol de Salón generando y naciendo la guerra entre AMF vs. FIFUSA por el dominio del fútbol de salón.
En 2024 la AMF realizó el Campeonato Mundial Sub-17 de Futsal de la AMF 2024 en Paraguay y en 2025 la FIFUSA llevará a cabo el Campeonato Mundial Sub-18 de Futsal de la FIFUSA 2025 en Ecuador.
Actualmente mientras que en la AMF en la rama masculina el campeón reciente es la Selección de Colombia , en FIFUSA todavía falta por definir al campeón en octubre de 2025.

## Resultados
| Año          | Sede         | Campeón      | Resultado  | Subcampeón   | Tercer lugar | Resultado | Cuarto lugar |
| ------------ | ------------ | ------------ | ---------- | ------------ | ------------ | --------- | ------------ |
| 2016 Detalle | Paraguay     | Colombia     | 5-3 (CF)   | Paraguay     | Argentina    | 7-2 (CF)  | Kazajistán   |
| 2024 Detalle | Paraguay     | Colombia     | 6-4 (t.s.) | Paraguay     | Cataluña     | 6-1       | México       |
| 2028 Detalle | Bandera de ? | Bandera de ? | -          | Bandera de ? | Bandera de ? | -         | Bandera de ? |

- CF: Cuadrangular Final.

- CF: En 2016, hubo un cuadrangular y en la fecha final  Paraguay y  Colombia definían al campeón. En tanto  Argentina y  Kazajistán definieron el tercer lugar.

## Palmarés
La lista a continuación muestra a los equipos que han estado entre los cuatro mejores puestos de alguna edición del torneo.
En cursiva, los años en que el equipo logró dicha posición como local.
| Equipo     | Campeón        | Subcampeón     | Tercer lugar | Cuarto lugar |
| ---------- | -------------- | -------------- | ------------ | ------------ |
| Colombia   | 2 (2016, 2024) |                |              |              |
| Paraguay   |                | 2 (2016, 2024) |              |              |
| Argentina  |                |                | 1 (2016)     |              |
| Cataluña   |                |                | 1 (2024)     |              |
| Kazajistán |                |                |              | 1 (2016)     |
| México     |                |                |              | 1 (2024)     |

## Tabla general histórica
| Pos. | Equipo     | Pts | N.º | J  | G  | E | P | GF  | GC  | Dif. | Rend. |
| ---- | ---------- | --- | --- | -- | -- | - | - | --- | --- | ---- | ----- |
| 1    | Colombia   | 24  | 2   | 13 | 11 | 2 | 0 | 64  | 16  | +48  | 92,3% |
| 2    | Paraguay   | 22  | 2   | 13 | 11 | 0 | 2 | 116 | 23  | +93  | 84,6% |
| 3    | Cataluña   | 12  | 2   | 10 | 5  | 2 | 3 | 44  | 22  | +22  | 60%   |
| 4    | Brasil     | 12  | 2   | 10 | 5  | 2 | 3 | 34  | 25  | +9   | 60%   |
| 5    | Argentina  | 11  | 1   | 7  | 5  | 1 | 1 | 31  | 8   | +23  | 78,5% |
| 6    | Uruguay    | 8   | 2   | 10 | 3  | 2 | 5 | 27  | 35  | -8   | 40%   |
| 7    | Bolivia    | 6   | 1   | 6  | 3  | 0 | 3 | 33  | 22  | +11  | 50%   |
| 8'   | Canadá     | 6   | 1   | 5  | 3  | 0 | 2 | 24  | 27  | -3   | 60%   |
| 9    | México     | 5   | 1   | 6  | 2  | 1 | 3 | 25  | 18  | +7   | 41,6% |
| 10   | Kazajistán | 5   | 1   | 7  | 2  | 1 | 4 | 18  | 34  | -6   | 35,7% |
| 11   | Bélgica    | 4   | 1   | 4  | 2  | 0 | 2 | 14  | 8   | +6   | 50%   |
| 12   | Ecuador    | 3   | 1   | 6  | 1  | 1 | 4 | 20  | 36  | -16  | 25%   |
| 13   | Marruecos  | 2   | 1   | 3  | 1  | 0 | 2 | 8   | 11  | -3   | 33,3% |
| 14   | Chile      | 2   | 1   | 5  | 1  | 0 | 4 | 21  | 27  | -6   | 20%   |
| 15   | Francia    | 2   | 1   | 5  | 1  | 0 | 4 | 10  | 40  | -30  | 20%   |
| 16   | Curazao    | 0   | 1   | 3  | 0  | 0 | 3 | 6   | 18  | -12  | 0%    |
| 17   | Australia  | 0   | 1   | 3  | 0  | 0 | 3 | 2   | 22  | -20  | 0%    |
| 18   | India      | 0   | 2   | 8  | 0  | 0 | 8 | 7   | 122 | -115 | 0%    |

## Participaciones mundialistas
| 1°  | Colombia   | 2 | 1° | 1° | - |
| 2°  | Paraguay   | 2 | 2° | 2° | - |
| 3º  | Cataluña   | 2 | CF | 3° | - |
| 4º  | Brasil     | 2 | CF | CF | - |
| 5º  | Argentina  | 1 | 3° | -  | - |
| 6º  | Uruguay    | 2 | CF | CF | - |
| 7º  | Bolivia    | 1 | -  | CF | - |
| 8º  | Canadá     | 1 | -  | PF | - |
| 9º  | México     | 1 | -  | 4° | - |
| 10° | Kazajistán | 1 | 4° | -  | - |
| 11º | Bélgica    | 1 | CF | -  | - |
| 12º | Ecuador    | 1 | -  | CF | - |
| 13° | Marruecos  | 1 | PF | -  | - |
| 14° | Chile      | 1 | -  | PF | - |
| 15° | Francia    | 1 | -  | PF | - |
| 16° | Curazao    | 1 | PF | -  | - |
| 17° | Australia  | 1 | PF | -  | - |
| 18° | India      | 2 | PF | PF | - |

### Ítems
- 1°= Campeón
- 2°= Subcampeón
- 3°= Tercer lugar
- 4°= Cuarto lugar
- CF= Cuartos de final
- PF= Primera fase
- NA= No asistió (clasificado pero no pudo participar)
- - = No participó
- = Sede

#### Sub-18 FIFUSA
2025
Detalle

#### C-18 FIFUSA 2025
-

#### C-13 AMF
2019
Detalle

#### C-13 AMF 2019
-

#### C-13 AMF 2025
-

#### C-17 AMF 2028
CSFS (Sudamérica)
(? cupos)

#### C-18 FIFUSA 2029
CSFS (Sudamérica)
(? cupos)

#### C-13 AMF 2029
CSFS (Sudamérica)
(? cupos)